# 耶律蒲古
耶律蒲古（やりつ ほこ、生年不詳 - 1031年）は、遼（契丹）の軍人。字は提隠。

## 経歴
耶律阿保機の弟の耶律蘇の四世の孫にあたる。統和初年、涿州刺史となり、高麗遠征に参加して功績を挙げた。開泰末年、上京内客省副使となった。
太平2年（1022年）、鴨緑江に築城して、蒲古はそこに駐屯した。太平5年（1025年）、広徳軍節度使に転じた。まもなく東京統軍使となった。太平9年（1029年）、大延琳が乱を起こし、使者を送って保州と連係しようとした。夏行美がその使者を捕らえて蒲古のもとに送ると、蒲古は保州に入城したので、大延琳は意気阻喪した。功績により惕隠に任じられた。
景福元年（1031年）、子の耶律鉄驪に殺害された。

## 伝記資料
- 『遼史』巻87 列伝第17